# Holger Vind
Holger Vind (født 31. maj 1623 på Gundestrup, Skåne, død 5. juni 1683) var dansk vicekansler. Han var far til Vilhelm Carl Vind.

## Opvækst og ungdom
Vind var en søn af admiral Jørgen Vind (d. 1644) og fru Ingeborg Ulfstand og fødtes på Gundestrup i Skåne Pinseaften 31. maj 1623. Efter at han havde tilbragt 5 år i Sorø Skole, tog hans fader ham 1640 med på ambassaden til Stockholm, snart efter ledsagede han Corfitz Ulfeldt til England, og 1641 påbegyndte han den store rejse, der den gang var nødvendig for en ung adelsmands fuldkomne uddannelse; til hofmester fik han den lærde Zacharias Lund, der alt fra 1635 havde været hans lærer. 
Over Nederlandene og England, hvor han ved sin slægtning Niels Vind, der i kongens ærinde opholdt sig i London, fik adgang til hoffet, gik rejsen til Frankrig med lange ophold i Paris, Blois og Angers, gennem  Rhinlandene og Schweiz til Italien, hvor han især slog sig til ro i Padua, Rom og Florents. Men efterretningen om hans faders død afbrød hans planer om længere rejser, og over Frankrig, England og Nederlandene nåede han hjem til København i sommeren 1645.

## Embedskarriere
Straks efter gik han i kongens tjeneste som hofjunker og var som sådan med sin herre i Norge 1646. Men kongen ønskede, at Vind skulde se sig mere om i verden og sendte ham derfor 1647 – indtil Dresden i den udvalgte prins Christians følge – med breve til hoffet i Wien, hvor han opholdt sig henimod et års tid, og han stod just rede til at følge kejserens datter på hendes brudefærd til Spanien, da Christian IV’s død nødte ham til at vende hjem. Han blev vel modtagen af Frederik III, der knyttede ham til sig som overskænk; atter fik han lejlighed til at besøge Norge som kongens ledsager på hyldingsrejsen (1648). Et stærkere udtryk fik kongens forkærlighed for Vind, da han 1650 satte ham til hofmester for den 4-årige Prins Christian, med hvis opdragelse han havde tilsyn i 5 år. Imidlertid havde han 1653, foranlediget af svagelighed efter et benbrud, taget sin afsked som overskænk, rundelig belønnet af kongen for sin lange tjeneste med 2000 Rdl. årlig pension af Giske Len i Norge, i hvilket land han endvidere aflagdes med Brunlag og Numedalens Len 1655.
Efter at Vind havde trukket sig ud af hoftjenesten, holdt han 21. september 1656 i Helsingborg bryllup med admiral Ove Gjeddes datter Margrethe og satte bo på sin fædrene ejendom Gundestrup (nu Vrams Gunnarstorp) i Skåne. Men alt i begyndelsen af 1657 fik han befaling at ligge i slotsloven i Helsingborg, og under den samme år udbrudte krig med Sverige var han i et par måneder guvernør i Landskrone, som det blev hans lod efter fredsslutningen at udlevere til svenskerne (marts 1658). Da han ikke vilde være svensk undersaat, bosatte han sig i Helsingør, hvorfra han dog snart kaldtes for efter kongens indstændige begæring at fungere som en slags resident hos den svenske konge; men næppe var han færdig med de nødvendige forberedelser og beredt til at rejse til Karl Gustav i Flensborg, før planen tilintetgjordes ved budskabet om det uformodede fredsbrud. 
Vind tog nu ophold i København og fungerede under krigen som krigskommissær for Sjælland; sammen med Gabel sørgede han en tid lang for hærens underhold i København. Efter fredsslutningen solgte han 1661 sit skånske gods; senere erhvervede han i Sjælland to bøndergaarde, Pårupgårde, som han 1672 sammenlagde
til hovedgården Gjeddesdal, og 1674 udkøbte han sine brødre af samejet i den fædrene gård Harrested. I Jylland ejede Vind Egensekloster, som han 1667 solgte til justitsråd Jens Lassen; i hovedstaden havde han den Rantzauske gård ved siden af Regensen og samlede udenfor voldene den store ejendom Ravnsborg.

## Viceskatmester og vicekansler
Skønt ude af hof- og statstjenesten, undtagen for så vidt han styrede sit norske len, vedblev Vind at stå hoffet nær, og ved forskellige anledninger benyttedes hans tjeneste; således blev han 1664 tillige med Johan Christoffer Kørbitz sendt til Dresden for at forhandle med det sachsiske hof om forskellige forhold vedrørende prinsesse Anna Sophies giftermål med kurprinsen; ved den lejlighed udnævntes han til kancelliråd. Som et af de medlemmer af den gamle danske adel, der havde forsonet sig med den nye regeringsform, og som en mand, hvis evner som finansmand man havde tillid til, åbnede der sig snart efter en smuk løbebane for ham. 
Efter Hannibal Sehesteds død 1666 blev han knyttet til Skatkammerkollegiet, der officielt styredes af sine tre rentemestre; men først 1669 aflagde han ed som viceskatmester, i virkeligheden rigets skatmester, samtidig med, at han, da kongen ved Gabels indflydelse forøgede antallet af sine råder, så at det næsten nåede det gamle rigsråds størrelse, tillige med flere andre optoges i kongens råd som gehejmeråd, hvormed tillige fulgte sæde i Statskollegiet og i Højesteret. 
I ti år ledede Vind rigernes finansvæsen, og fra 1677 var han desuden deputeret i generalkommissariatet, indtil han ved Ove Juuls afgang 1679 efterfulgte ham som vicekansler i Danske Kancelli under Frederik Ahlefeldt som kansler; den daglige ledelse af kancelliets mangeartede sager var derved lagt i hans hånd, ligesom det også påhvilede ham i almindelighed at forestå Højesterets forretninger, hvortil han også havde juridiske forudsætninger, bl.a. som den, der havde været medlem af den 3. lovkommission 1666-67. Han fik senere ganske naturlig sæde i den 3. kommission til revision af lovarbejderne 1680-81.

## Død og eftermæle
Kun få år styrede Vind kancelliet; efter længere tids svagelighed bortkaldtes han 5. juni 1683. At han i sine høje embeder havde modtaget de sædvanlige udmærkelser, Danebrogsordenen ved dens indstiftelse 1671 og Elefantordenen 1679, er næsten en selvfølge; men det bør dog bemærkes, at den sidste vistnok var en belønning for hans fortjenstfulde virksomhed i generalkommissariatet under den skånske krig. Der foreligger for øvrigt såre lidt til derpå at bygge en bedømmelse af Vind. 
Hans lov udbasunedes i høje toner både på vers og i prosa, bl.a. af Ole Borch, der skildrede ham som den dygtige, arbejdsomme embedsmand, den omhyggelige, fromme familiefader og som den, der bevarede en levende interesse for videnskaberne. Denne hans interesse skyldtes det vel til dels, at han var en af de mange, som det 1676 befaledes at gennemse Vitus Berings Florus Danicus. 
Af ydre skal han have været en høj, smuk mand. Klevenfeldt har opbevaret et træk af Vinds liv, der, hvis det er pålideligt, ikke viser ham fra nogen tiltalende side; han skal nemlig have været forlovet med grev Christian von Pentz’ enke, kongedatteren Sophie Elisabeth, hvilken forbindelse han hævede, da hendes svoger, Ulfeldt, kom i ulykke; hun hævnede sig ved at sende Vind hans portræt tilbage med udstukne øjne.
Vinds enke, der døde 18. januar 1706, fik 1689 udlæg i Øllingsøgård for omtrent 33000 rigsdaler, hvormed hendes mand i krigstider havde forstrakt kongen.